# Торрес, Фина
Фина Торрес, полное имя Хосефина Торрес Бенедетти (исп. Fina Torres, Josefina Torres Benedetti, 9 октября 1951, Каракас) — венесуэльский кинорежиссер и сценарист.

## Биография
Изучала дизайн, журналистику и фотоискусство. Продолжила учебу в Париже в Institut des hautes études cinématographiques, получила степень бакалавра. Снимала короткометражные и документальные ленты. Положительные отзывы публики и критики получил её дебютный полнометражный фильм Ориана (1985).

## Режиссёрская фильмография
- 1985 — Ориана / Oriana (премия Каннского МКФ Золотая камера, Бронзовый Хьюго Чикагского МКФ, премии за лучший фильм и лучший сценарий на МКФ в Картахене[англ.], две премии МКФ в Маннгейме)
- 1995 — Небесная механика / Mecánicas Celestes (премия зрительских симпатий МКФ в Намюре)
- 2000 — Женщина сверху / Las Mujeres Arriba (ALMA Award, номинация на главную премию МКФ в Боготе)
- 2010 — Ева из Гаваны / Habana Eva (премия за лучший фильм на Фестивале латиноамериканского кино в Нью-Йорке)
- 2013 — Лиз в сентябре / Liz en Septiembre (номинация на премию МКФ в Майами)